# ペヴェラーニョ
ペヴェラーニョ（伊: Peveragno）は、イタリア共和国ピエモンテ州クーネオ県にある、人口約5,600人の基礎自治体（コムーネ）。

## 地理

### 位置・広がり
| 隣接するコムーネは以下の通り。 - ベイネッテ - ボーヴェス - キウーザ・ディ・ページオ - クーネオ - リモーネ・ピエモンテ |

#### 地震分類
イタリアの地震リスク階級 (it) では、3 に分類される
。

## 行政

### 分離集落
ペヴェラーニョには、以下の分離集落（フラツィオーネ）がある。
- Borello, Madonna dei Boschi, Montefallonio, Pradeboni, San Giovenale, San Lorenzo, Santa Margherita